# Mouqata'a

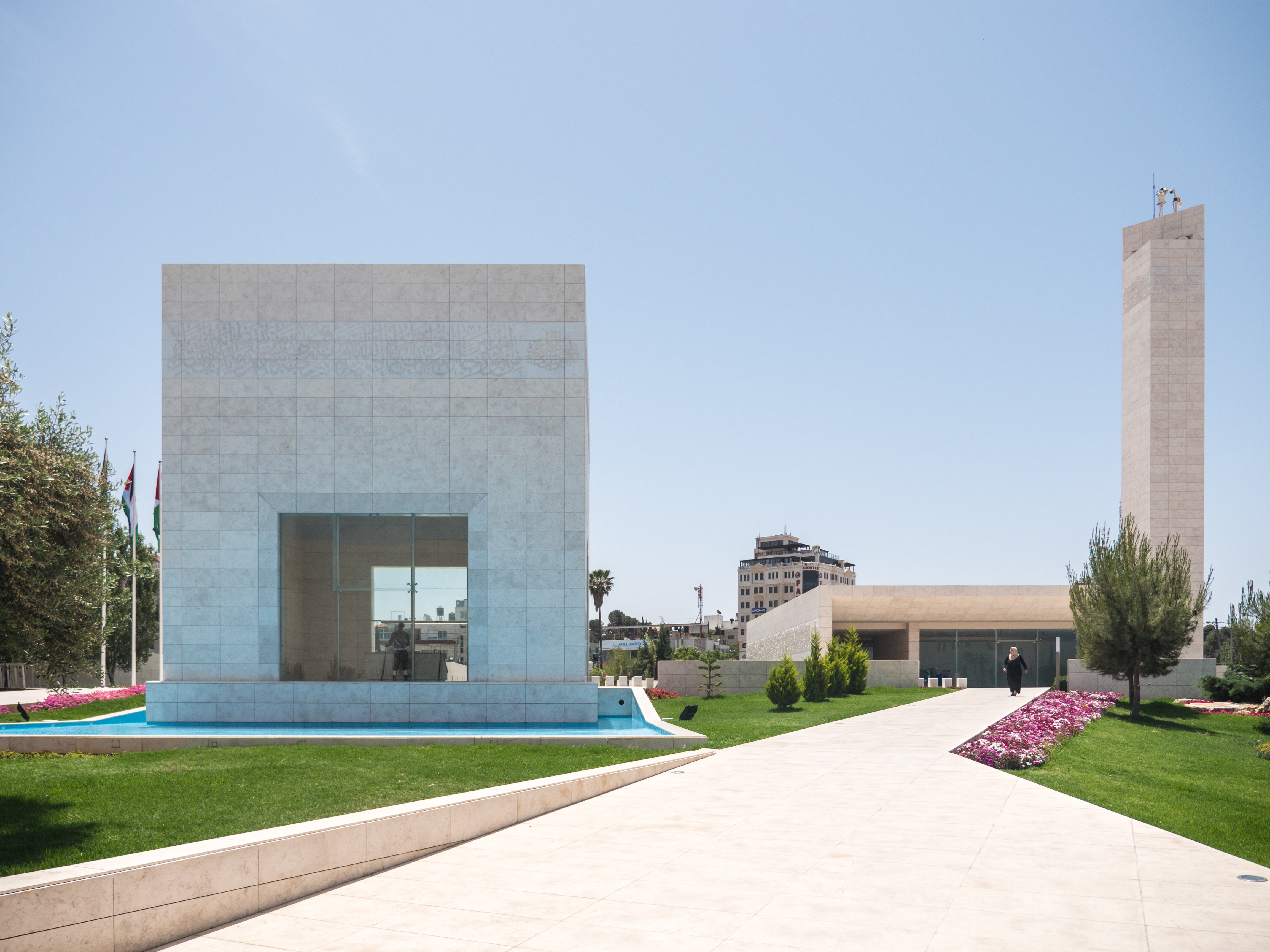
Mausolée de Yasser Arafat et minaret vue depuis la Mouquata'a en 2017.

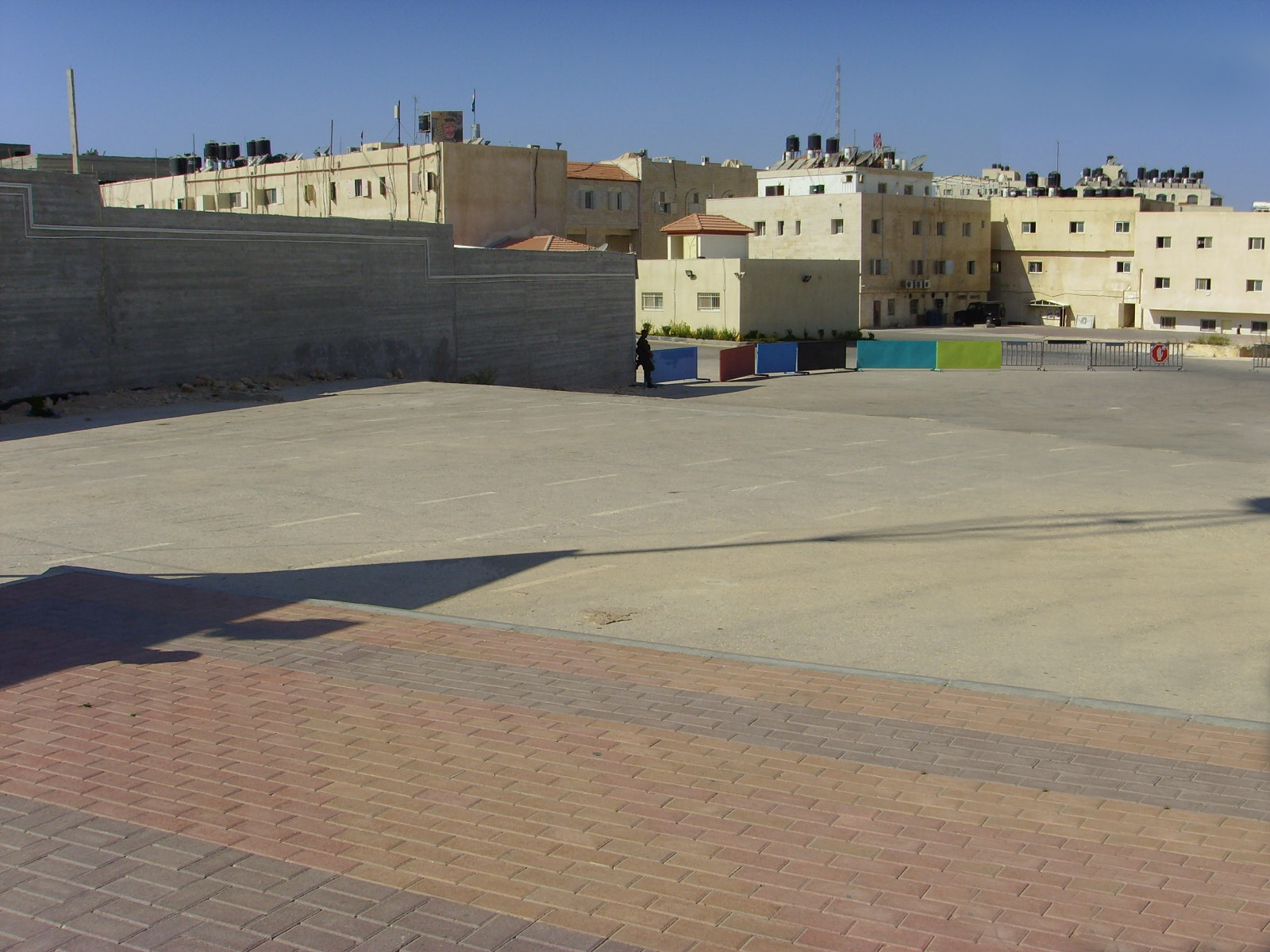
La Mouquata'a.

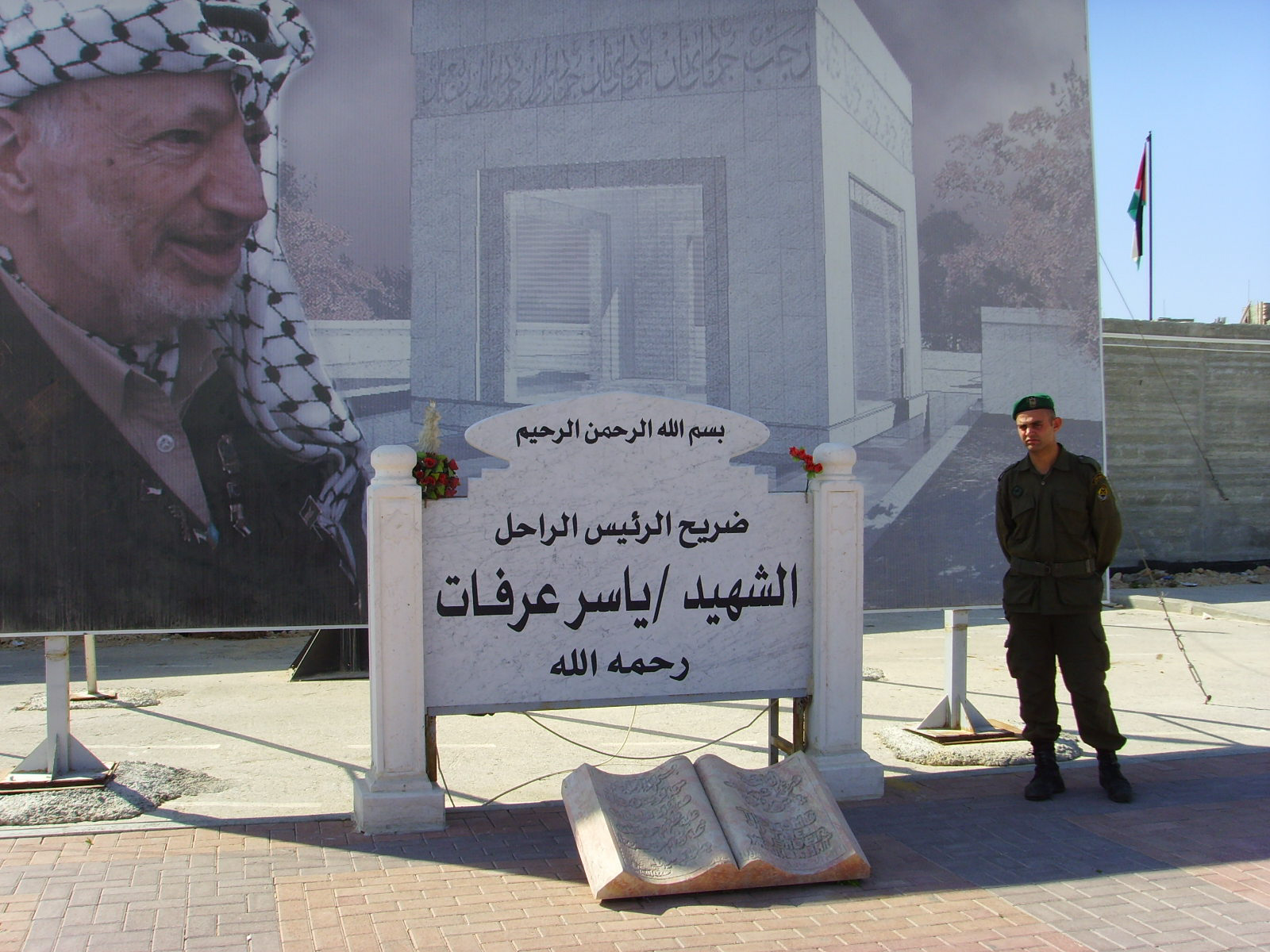
Le tombeau de Yasser Arafat en 2007. Derrière ce panneau est construit un mausolée pour Arafat.

La Mouqata'a désigne, depuis les accords d'Oslo de 1993, les bureaux gouvernementaux de l'Autorité palestinienne et le quartier général de l'administration locale palestinienne. Le terme vient de l'arabe et est plus généralement utilisé pour désigner un quartier général gouvernemental. Principalement deux « Mouqata'as » ont été utilisées par le pouvoir palestinien, à Ramallah en Cisjordanie et dans la ville de Gaza. Ces bâtiments furent construits à l'époque du mandat britannique sur la Palestine et étaient utilisés par le pouvoir colonial.
À partir de janvier 1996, Yasser Arafat, nouvellement élu président de l'Autorité palestinienne, occupa un bureau à la Mouqata'a. Durant l'opération Rempart en avril 2002, Tsahal détruisit la plupart des Mouqata'a de Cisjordanie, notamment celle de Hébron. La Mouqata'a de Ramallah ne fut que partiellement détruite, au bulldozer, avant d'établir un siège du quartier général occupé par Arafat. Le gouvernement israélien accusait Arafat d'être impliqué dans les actions terroristes de la seconde intifada et dans un trafic d'armes illégales. Il fut assiégé et maintenu à la Mouqata'a de Ramallah pendant deux ans avant son départ vers un hôpital de la région parisienne en octobre 2004.

## Mémorial de Yasser Arafat
À la mort de l'ancien président palestinien en France le 11 novembre 2004, le lieu de son enterrement est discuté. Le gouvernement israélien d'Ariel Sharon refuse que cela se fasse à Jérusalem où le leader palestinien revendique être né et où il souhaitait être enterré. Les dirigeants palestiniens font donc le choix de l'inhumer temporairement à la Mouqata'a de Ramallah, en attendant l'établissement d'un État palestinien.
Le mausolée d'Arafat, conçu par l'architecte palestinien Jaafar Touqan dans la cour de la Mouqata'a, est composé de verre et de pierres de taille de Jérusalem. Il est construit de 2006 à 2007 sous la supervision de la Fondation Arafat présidée par Nasser Al-Qidwa. Il fait partie du « mémorial de Yasser Arafat », complexe abritant également un musée et une mosquée avec son minaret adjacent équipé d'un laser qui pointe chaque nuit la mosquée d’Al-Aqsa à Jérusalem. Selon l'architecte, la conception de ce complexe est censée symboliser le mode de vie spartiate d'Arafat et son sacrifice personnel pour la cause palestinienne. Le budget global, assuré par des dons et l’argent de l’Autorité, est évalué à 1,75 million de dollars.
Sur l'esplanade pavée, le mausolée, entouré d’un bassin sur trois côtés, est un cube dont la forme rappelle symboliquement la Kaaba et dont le sommet est parcouru de versets coraniques. Ses dimensions, 11 mètres par 11 mètres, évoquent la date de la mort d'Arafat, le 11 novembre. Au milieu se trouve la pierre tombale sur laquelle est inscrite en arabe « Notre leader Yasser Arafat est enterré ici ». Il est inauguré le 11 novembre 2007, à l'occasion du troisième anniversaire de la mort du leader palestinien.

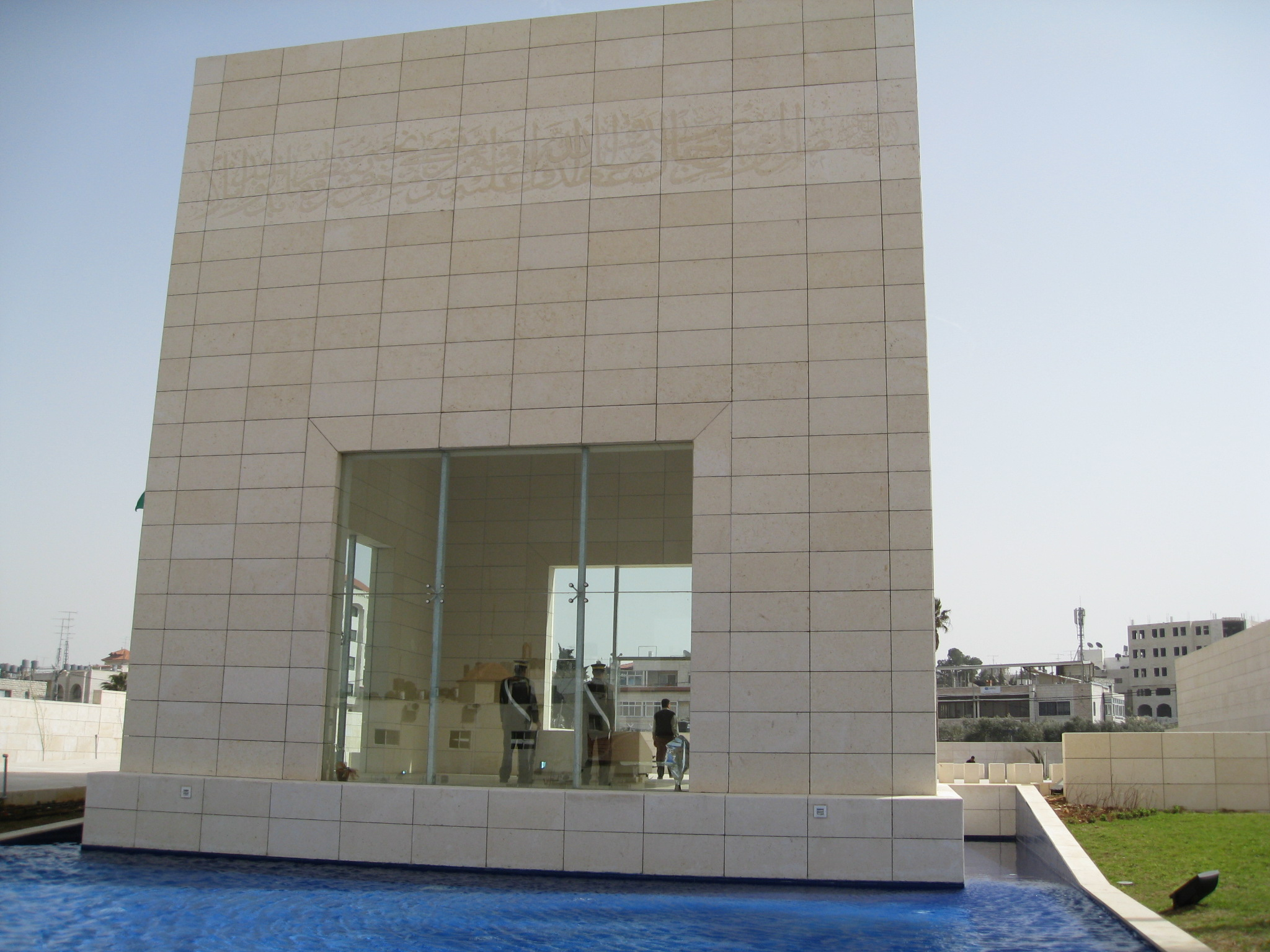
Le mausolée de Yasser Arafat aujourd'hui
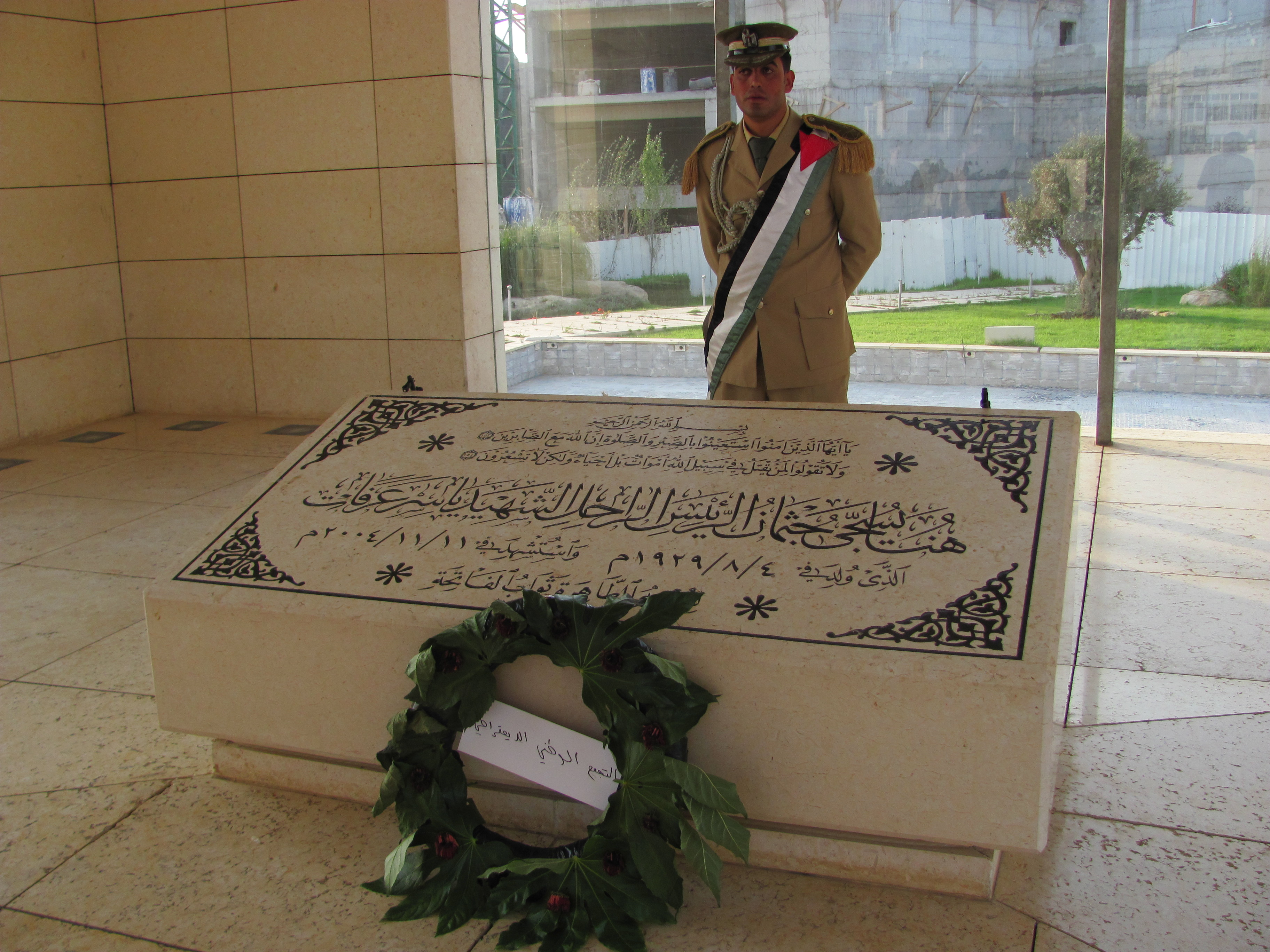
Tombe gardée d'Arafat